# 시그널 네더란드

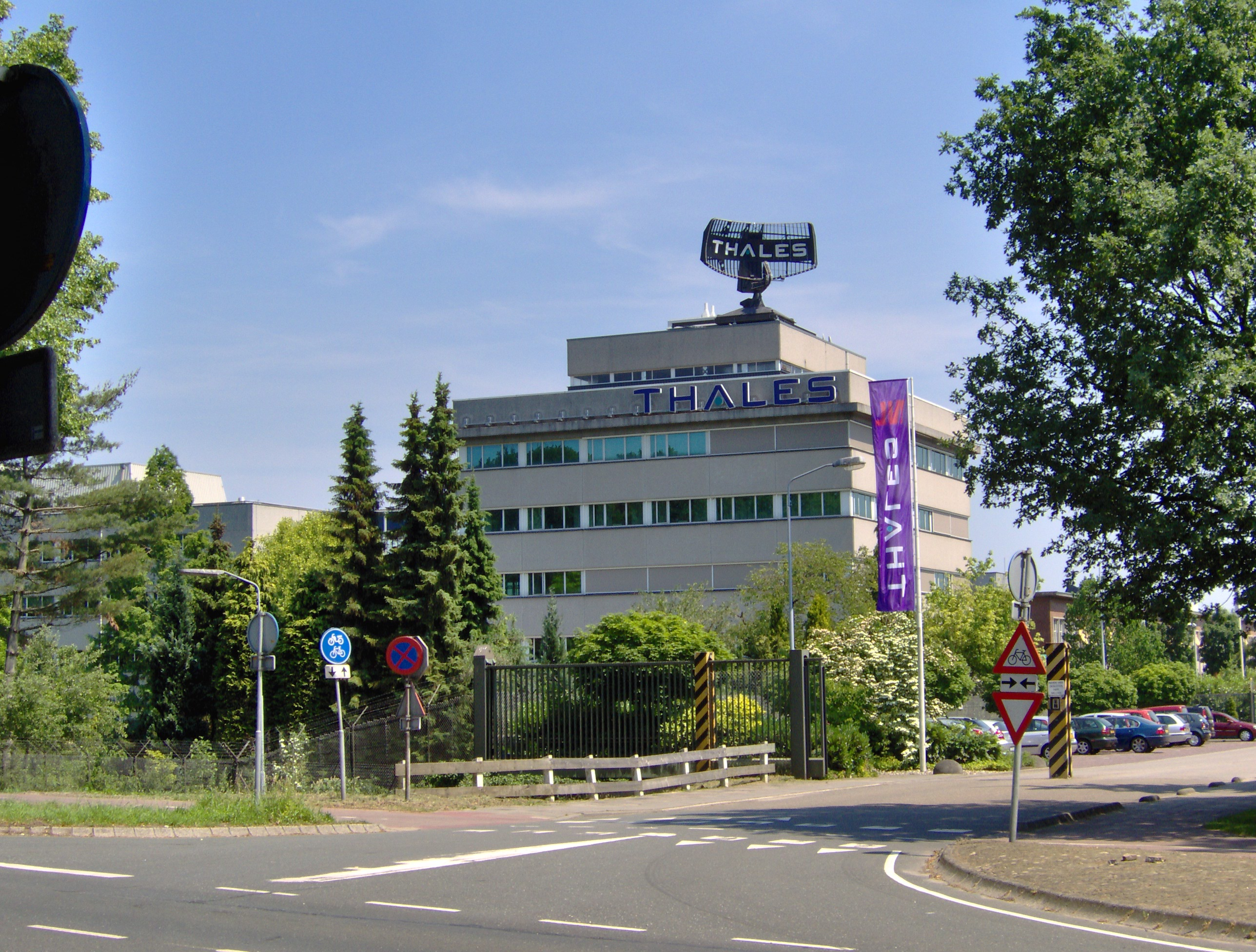
탈레스 네덜란드 본사 건물

시그널사(Thales Nederland)는 1922년 설립된 세계적으로 유명한 군수업체로서, 주로 전자전 장비 및 레이다 시스템을 개발하는 군수업체였으나, 1990년 톰슨-CSF(현 탈레스 그룹의 모체)에 합병되어 현재는 탈레스 그룹(Thales)의 일부분인 Thales Nederland B.V.가 되었다.

## 역사
- 1922년 네덜란드 Hazemeyer지역 'Hollandse Signaalapparaten'(축약하여 'Signaal'이라 불림) 설립.
- 설립후 기계공업으로 출발, 국가기반 방산업체로 레이다 시스템을 개발/제조하여 납품.
- 1940년 2차 세계대전 발생, 당시 독일군정에 의해 회사를 강매당함.
- 종전후 정부 지원 하 본래의 Signaal이라는 회사명을 되찾음.
- 1960년 필립스사와 협력하여 전자 제품을 개발과 동시에 방위산업 투자를 민간자본과 규모와 같이 확대.
- 1990년 재정위기로 인하여 톰슨-CSF(현 탈레스 그룹)에 인수합병 되었다.
- 현'Thales' 그룹, 시그널사를 합병한 탈레스 그룹은 굴지의 세계적 군수업체로 막대한 영향력을 행사하고 있다.

## 개발제품

### 레이다
- 시리우스 광학장비(대함미사일에 대한 광학추적기)
- SURICATE Mk2 2차원 장거리 탐색 레이다
- VARIENT 중장거리 2차원 탐색 레이다
- MRR 3D-NG 탐지레이다
- STIR-180, STIR-240 및 STIR시리즈 화력관제(FC) 레이다
- MW-08 해상감시 레이다

-현재 대한민국 해군 구축함 '광개토대왕급 구축함'과 '충무공이순신급 구축함'에서 운용중
- SMART-S Mk2 장거리 3차원 수색 레이다
- SMART-L 3차원 장거리 수색레이다

- 현재 대한민국 해군 강습상륙함 '독도함'에서 운용중인 레이다
- APAR 장거리 위상배열 레이다

- 미국의 이지스(Aegis) AN/SPY-1레이다와 같은 성격의 레이다

### 함상방어체계
- 골키퍼(Goal-Keeper) 근접방어장비(CIWS)